# Хороша людина в Африці (роман)
«Хороша людина в Африці » — перший роман Вільяма Бойда, опублікований у 1981 році. Того року він отримав книжкову премію Whitbread Book Award за перший роман і премію Сомерсета Моема .

## Сюжет
Морган Ліфі - перший секретар британського заступника Верховної комісії в Нконгсамбі у вигаданій західноафриканській країні Кінджанджа. Життя Ліфі стає дедалі складнішим: його шантажує місцевий політик, його план організовувати майбутні вибори не виконується, і назріває переворот. У своєму особистому житті він заразився гонореєю від Хейзел, його чорношкірої коханки, яка йому зраджує, а Прісцилла, дочка його боса, до якої Ліфі має хтиві амбіції, щойно заручилася з його ненависним підлеглим. І для повного щастя, батько Прісцилли погрожує звільнити його, якщо він не зможе позбутися трупа, який був залишений гнити на сонці відповідно до племінних законів.

## Публікація
Морган Ліфі також з'являється у двох оповіданнях «Наступний човен з Дуали» та «Переворот», які розповідають про його від'їзд з Африки. Оповідання з’явилися в збірці «На станції Янкі », опублікованій пізніше в 1981 році, але, як пояснив Бойд в інтерв’ю, збірка була написана до роману, хоча Бойд стверджував, що написав обидва, коли надсилав збірку потенційним видавцям. Хеміш Гамільтон погодився опублікувати роман (ще ненаписаний) і збірку в такому порядку, Бойд визнає: «Тож я сказав своєму новому редактору Крістоферу Сінклер-Стівенсону : «Слухай, рукопис у жахливому стані, мені просто потрібна кілька місяців, щоб привести його у форму», я й написав «Добру людину в Африці» в білому жарі динамічних зусиль протягом 3 місяців за своїм кухонним столом .

## Натхнення
Вільям Бойд виріс у Західній Африці, жив у Гані та Нігерії. Він пояснює, що дія роману «повністю розгортається в Ібадані в Західній Нігерії, хоча я змінив імена, але всі в ньому вигадані. Його колір, текстура та запахи вкорінені в моїй автобіографії, але історія – це те, що завжди було зі мною – вигадана. Є автобіографічний елемент у тому, що персонаж доктора Мюррея є багато в чому двовимірним портретом мого батька». 

## Адаптації
У 1985 році BBC Radio 4 показало аудіо адаптацію з Аланом Рікманом у ролі Ліфі. Його повторили на BBC Radio 4 Extra у 2022 році .
У 1994 році за романом був знятий однойменний фільм, сценарій якого написав Бойд.